# Louis Rhodius
Louis Maria Joseph Ghislain Rhodius, né le 22 mai 1888 à Namur et mort le 28 décembre 1938  dans l'enceinte du parlement à Bruxelles, est un homme politique belge.

## Biographie
Louis Rhodius a suivi ses études à l'Université catholique de Louvain, dont il sort fut docteur en droit et candidat notaire.
En 1912, il devient secrétaire du directeur-général de la Compagnie du Congo belge jusqu'en 1914.
Lors de la Première Guerre mondiale, il se porte volontaire et participe au conflit avec le grade de lieutenant.
A l'issue de la guerre il fonde la Fédération nationale des volontaires de guerre. Il dirige la société Rhodius Frères au Congo belge de 1921 à 23.
Il fut élu sénateur de l'arrondissement de Namur-Dinant-Philippeville en 1936 sous l'étiquette du parti fasciste Rex, mandat qu'il exerça jusqu'à sa mort en 1938.

## Distinctions
Il fut créé chevalier de l'ordre de Léopold, porteur de la Croix de Guerre avec deux palmes, de la Croix de l'Yser et de la médaille militaire française.

## Généalogie
- Il est le fils d'Omer et de Louise Deville.

## Sources
- Bio sur ODIS
- Notice ARSOM